# Polystachya monolenis
Polystachya monolenis är en orkidéart som beskrevs av Victor Samuel Summerhayes. Polystachya monolenis ingår i släktet Polystachya och familjen orkidéer. Inga underarter finns listade i Catalogue of Life.